# Lens nigricans
Lens nigricans é uma espécie de planta com flor pertencente à família Fabaceae. 
A autoridade científica da espécie é (M.Bieb.) Godr., tendo sido publicada em Fl. Lorraine (ed. 1) 1: 173. 1843.

## Portugal
Trata-se de uma espécie presente no território português, nomeadamente em Portugal Continental.
Em termos de naturalidade é nativa da região atrás indicada.

## Protecção
Não se encontra protegida por legislação portuguesa ou da Comunidade Europeia.